# جووانی گاسپرینی
جووانی گاسپرینی (به انگلیسی: Giovanni Gasperini) ژیمناست زادهٔ ۶ مارس ۱۸۸۶ میلادی اهل کشور ایتالیا است.